# Андреев, Иван Никанорович
Иван Никанорович Андреев (1864—?) — генерал-майор русской императорской армии.

## Биография
Родился 4 (16) января 1864 года в семье потомственного дворянина в Санкт-Петербургской губернии.
В 1882 году окончил с золотой медалью гимназию при Историко-филологическом институте и поступил Михайловское артиллерийское училище. По окончании курса в 1885 году был произведён в подпоручики и определён в 16-ю конно-артиллерийскую батарею.
В 1887—1890 годах учился в Михайловской артиллерийской академии, которую окончил по первому разряду с производством в штабс-капитаны. Переведен в 1-ю конно-артиллерийскую батарею и зачислен в Офицерскую артиллерийскую школу. В 1896 году произведён в капитаны. С 23 марта 1900 года назначен командиром 16-й конно-артиллерийской батареи и 28 августа того же года произведён в подполковники; 18 июля 1907 года назначен командиром 9-го конно-артиллерийского дивизиона с присвоением чина полковника; 1 ноября 1907 года женился на Анне Григорьевне Мясниковой.
Произведён в генерал-майоры со старшинством 27 сентября 1914 года и назначен командиром 45-й артиллерийской бригады с зачислением по полевой легкой артиллерии (16 декабря).
С 18 февраля 1917 года — начальник артиллерии 3-го армейского корпуса.

## Награды
- орден Св. Анны 3-й ст. (1901)
- орден Св. Станислава 2-й ст. (1905)
- орден Св. Анны 2-й ст. (1910)[4]
- орден Св. Владимира 3-й ст с мечами (1914)
- орден Св. Станислава 1-й ст. с мечами (1915)
- орден Св. Анны 1-й ст. (1916).